# Ian Rowling
Ian Mark Rowling (ur. 10 lutego 1967 w Epping) – australijski kajakarz. Brązowy medalista olimpijski z Barcelony.
Zawody w 1992 były jego jedynymi igrzyskami olimpijskimi. Brązowy medal wywalczył w kajakowych czwórkach na dystansie 1000 metrów. Wspólnie z nim płynęli Ramon Andersson, Kelvin Graham i Steven Wood. W 1991 był srebrnym medalistą mistrzostw świata na dystansie 10 000 metrów.